# Ibo (Schlagersänger)/Diskografie
Diese Diskografie ist eine Übersicht über die musikalischen Werke des deutschen Schlagersängers und -komponisten Ibo.

## Alben

### Studioalben
| Jahr | Titel              | Höchstplatzierung, Gesamtwochen, AuszeichnungChartplatzierungen (Jahr, Titel, Platzierungen, Wochen, Auszeichnungen, Anmerkungen) | Höchstplatzierung, Gesamtwochen, AuszeichnungChartplatzierungen (Jahr, Titel, Platzierungen, Wochen, Auszeichnungen, Anmerkungen) | Höchstplatzierung, Gesamtwochen, AuszeichnungChartplatzierungen (Jahr, Titel, Platzierungen, Wochen, Auszeichnungen, Anmerkungen) | Anmerkungen                              |
| Jahr | Titel              | DE | AT | CH | Anmerkungen                              |
| ---- | ------------------ | --- | --- | --- | ---------------------------------------- |
| 1986 | Ibiza              | — | — | — | Erstveröffentlichung: 17. Februar 1986   |
| 1989 | Schlaflose Nächte  | DE86 (2 Wo.)DE | — | — | Erstveröffentlichung: 31. Juli 1989      |
| 1990 | Sowieso            | — | — | — | Erstveröffentlichung: Oktober 1990       |
| 1993 | Mit offenen Karten | — | AT31 (3 Wo.)AT | — | Erstveröffentlichung: 1. Januar 1993     |
| 1994 | 1 Uhr nachts       | — | AT33 (3 Wo.)AT | — | Erstveröffentlichung: 15. September 1994 |
| 1996 | Alles oder nichts  | — | AT19 (10 Wo.)AT | — | Erstveröffentlichung: 11. März 1996      |
| 1998 | Volles Programm    | DE84 (1 Wo.)DE | — | — | Erstveröffentlichung: 20. April 1998     |
| 2000 | Ich zuerst         | — | — | — | Erstveröffentlichung: 28. August 2000    |

### Kompilationen
| Jahr | Titel               | Höchstplatzierung, Gesamtwochen, AuszeichnungChartplatzierungen (Jahr, Titel, Platzierungen, Wochen, Auszeichnungen, Anmerkungen) | Höchstplatzierung, Gesamtwochen, AuszeichnungChartplatzierungen (Jahr, Titel, Platzierungen, Wochen, Auszeichnungen, Anmerkungen) | Höchstplatzierung, Gesamtwochen, AuszeichnungChartplatzierungen (Jahr, Titel, Platzierungen, Wochen, Auszeichnungen, Anmerkungen) | Anmerkungen                                              |
| Jahr | Titel               | DE | AT | CH | Anmerkungen                                              |
| ---- | ------------------- | --- | --- | --- | -------------------------------------------------------- |
| 1993 | Alles…und noch mehr | DE83 (4 Wo.)DE | AT— GoldAT | — | Erstveröffentlichung: 1. Oktober 1993 Verkäufe: + 25.000 |
| 2013 | Jetzt oder nie      | DE28 (3 Wo.)DE | — | — | Erstveröffentlichung: 26. Juli 2013 mit Olaf Henning     |

Weitere Kompilationen
- 1987: Ibo
- 1989: Bungalow in Santa Nirgendwo
- 1990: Baby Blue
- 1996: Jede Menge Liebe
- 1996: Star Collection
- 1996: Nimm mich, wie ich bin
- 1997: Nimm mich, wie ich bin – Folge 2
- 1997: Premium Gold Collection
- 1998: Das Beste
- 1998: Ibo’s Hitbox
- 1999: Karaoke
- 1999: Meine Besten
- 1999: Jetzt oder nie
- 2000: 1983-1993
- 2000: Schlagerparty mit Ibo
- 2000: Du oder keine
- 2000: Ganz persönlich
- 2000: Schlagerparty mit Ibo 2
- 2001: Best of
- 2001: Meisterstücke
- 2002: Meine Königin
- 2004: Seine stärkste Zeit – Fan Edition
- 2007: Große Erfolge
- 2007: Ibiza
- 2009: Ibo Collection
- 2010: Schwarze Rose
- 2013: Ibiza die Originale – 50 grosse Erfolge
- 2015: My Star
- 2024: Alles klar

### Remixalben
| Jahr | Titel        | Höchstplatzierung, Gesamtwochen, AuszeichnungChartplatzierungen (Jahr, Titel, Platzierungen, Wochen, Auszeichnungen, Anmerkungen) | Höchstplatzierung, Gesamtwochen, AuszeichnungChartplatzierungen (Jahr, Titel, Platzierungen, Wochen, Auszeichnungen, Anmerkungen) | Höchstplatzierung, Gesamtwochen, AuszeichnungChartplatzierungen (Jahr, Titel, Platzierungen, Wochen, Auszeichnungen, Anmerkungen) | Anmerkungen                            |
| Jahr | Titel        | DE | AT | CH | Anmerkungen                            |
| ---- | ------------ | --- | --- | --- | -------------------------------------- |
| 1997 | Ibo’s Hitmix | DE92 (1 Wo.)DE | — | — | Erstveröffentlichung: 28. Februar 1997 |

Weitere Remixalben
- 2003: 100°C RMX Album

## Singles
| Jahr | Titel Album                                       | Höchstplatzierung, Gesamtwochen, AuszeichnungChartplatzierungen (Jahr, Titel, Album, Platzierungen, Wochen, Auszeichnungen, Anmerkungen) | Höchstplatzierung, Gesamtwochen, AuszeichnungChartplatzierungen (Jahr, Titel, Album, Platzierungen, Wochen, Auszeichnungen, Anmerkungen) | Höchstplatzierung, Gesamtwochen, AuszeichnungChartplatzierungen (Jahr, Titel, Album, Platzierungen, Wochen, Auszeichnungen, Anmerkungen) | Anmerkungen                            |
| Jahr | Titel Album                                       | DE | AT | CH | Anmerkungen                            |
| ---- | ------------------------------------------------- | --- | --- | --- | -------------------------------------- |
| 1985 | Ibiza                                             | DE42 (15 Wo.)DE | — | — | Erstveröffentlichung: 13. Mai 1985     |
| 1986 | Süßes Blut Ibiza                                  | DE73 (2 Wo.)DE | — | — | Erstveröffentlichung: Januar 1986      |
| 1986 | Ibiza Teil 2 (Wenn du mich brauchst) Ibiza        | DE46 (12 Wo.)DE | AT15 (26 Wo.)AT | — | Erstveröffentlichung: Mai 1986         |
| 1987 | Bungalow in Santa Nirgendwo Ibo                   | — | AT3 (22 Wo.)AT | — | Erstveröffentlichung: Februar 1987     |
| 1987 | Das schaffst du nicht Ibo                         | DE57 (6 Wo.)DE | AT23 (8 Wo.)AT | — | Erstveröffentlichung: Oktober 1987     |
| 1989 | An deiner Stelle nähm’ ich mich Schlaflose Nächte | DE52 (14 Wo.)DE | — | — | Erstveröffentlichung: Juli 1989        |
| 1992 | Ich wette 1 Million Mit offenen Karten            | DE82 (3 Wo.)DE | — | — | Erstveröffentlichung: 1. Dezember 1992 |

Weitere Singles
| - 1982: Bungalow auf Ibiza - 1983: Verlang’ ich zuviel - 1984: Was macht schon die eine Nacht - 1986: Sowieso - 1988: Das könnte dir so passen! - 1988: Du oder keine - 1989: Ich wünsche dir schlaflose Nächte - 1989: Niemals - 1990: An der bayrischen Küste (Königlich-bayrischer-Maxi-Mix) - 1990: Zieh’ die Schuhe aus - 1992: Spieglein, Spieglein an der Wand - 1993: Wer die Augen schließt (wird nie die Wahrheit seh’n) (als Teil von Mut zur Menschlichkeit) - 1993: Kopf oder Zahl - 1994: Mit offenen Karten - 1994: Nimm den ersten Flieger - 1994: Hass’ mich oder vernasch’ mich - 1994: Alles oder nichts - 1995: Nimm mich, wie ich bin - 1995: Ich brauch’ dich in der Wirklichkeit (Ibiza III) - 1996: Jetzt oder nie - 1996: Der liebe Gott ist ganz begeistert | - 1996: Rauch in deinen Augen - 1996: Ibo’s Paella-Mega-Mix - 1997: Das kann ich auch - 1998: Alter Schwede - 1998: Ein Himmelbett im Internet - 1998: Ein neues Jahr mit dir - 1999: Sieben Wunder - 1999: Playboy - 1999: Süßes Blut – Remix ’99 - 1999: Blau & weiß - 2000: Schwarze Rose - 2000: Hello - 2000: Ratzfatz nach Mallorca - 2000: Ich zuerst - 2001: Tierisch drauf - 2001: In-Memorian-Mallorca-Hit-Mix - 2003: Spieglein, Spieglein RMX - 2003: Ibiza RMX - 2003: Süßes Blut RMX - 2013: Bungalow in Santa Nirgendwo (mit Olaf Henning) - 2013: Ibiza (mit Olaf Henning) |

## Videoalben und Musikvideos

### Videoalben
- 2004: Ibo

### Musikvideos
| Jahr | Titel                       | Regie           |
| ---- | --------------------------- | --------------- |
| 2013 | Bungalow in Santa Nirgendwo | Franz Leibinger |
| 2013 | Ibiza                       | Franz Leibinger |

## Autorenbeteiligungen
| Jahr | Titel                         | Interpretation     | Funktion |
| ---- | ----------------------------- | ------------------ | -------- |
| 1989 | Alles auf Rot                 | Ibo                | Co-Autor |
| 1989 | Ich hab’s nicht so gemeint    | Ibo                | Autor    |
| 1994 | Meine Königin                 | Ibo                | Co-Autor |
| 1989 | My Black Lady / Schwarze Rose | Caesar             | Co-Autor |
| 2013 | My Black Lady / Schwarze Rose | Olaf Henning & Ibo | Co-Autor |
| 1996 | Nächtelang im Größenwahn      | Ibo                | Co-Autor |
| 1996 | Sieben Jahre                  | Ibo                | Co-Autor |
| 1998 | Blau und weiß                 | Ibo                | Co-Autor |

## Boxsets
- 2013: Die ultimative Hitbox

## Statistik

### Chartauswertung
|                     | DE    | AT    | CH    |
| ------------------- | ----- | ----- | ----- |
| Nummer-eins-Alben   | DE—DE | AT—AT | CH—CH |
| Top-10-Alben        | DE—DE | AT—AT | CH—CH |
| Alben in den Charts | DE5DE | AT3AT | CH—CH |

|                       | DE    | AT    | CH    |
| --------------------- | ----- | ----- | ----- |
| Nummer-eins-Singles   | DE—DE | AT—AT | CH—CH |
| Top-10-Singles        | DE—DE | AT1AT | CH—CH |
| Singles in den Charts | DE6DE | AT3AT | CH—CH |

### Auszeichnungen für Musikverkäufe
Anmerkung: Auszeichnungen in Ländern aus den Charttabellen bzw. Chartboxen sind in ebendiesen zu finden.
| Land/RegionAuszeichnungen für Musikverkäufe (Land/Region, Auszeichnungen, Verkäufe, Quellen) | Gold  | Platin | Verkäufe | Quellen |
| -------------------------------------------------------------------------------------------- | ----- | ------ | -------- | ------- |
| Österreich (IFPI)                                                                            | Gold1 | —      | 25.000   | ifpi.at |
| Insgesamt                                                                                    | Gold1 | —      |          |         |